# Сандра Вассерман
Сандра Вассерман (нар. 10 березня 1970) — колишня бельгійська тенісистка.
Найвищу одиночну позицію світового рейтингу — 48 місце досягла 14 серпня 1989, парну — 75 місце — 30 січня 1989 року.
Здобула 1 парний титул.
Найвищим досягненням на турнірах Великого шолома було 3 коло в одиночному розряді.

## Фінали Туру WTA

### Одиночний розряд (0–2)
| Результат | W/L | Дата     | Турнір         | Покриття | Суперниця      | Рахунок     |
| --------- | --- | -------- | -------------- | -------- | -------------- | ----------- |
| Поразка   | 0–1 | Жов 1987 | Париж, Франція | Ґрунт    | Сабрина Голеш  | 5–7, 1–6    |
| Поразка   | 0–2 | Вер 1988 | Париж, Франція | Ґрунт    | Петра Лангрова | 6–7(0), 2–6 |

### Парний розряд (1–0)
| Результат | W/L | Дата     | Турнір                         | Покриття | Партнерка     | Суперниці                            | Рахунок       |
| --------- | --- | -------- | ------------------------------ | -------- | ------------- | ------------------------------------ | ------------- |
| Перемога  | 1–0 | Кві 1988 | Barcelona Ladies Open, Іспанія | Ґрунт    | Іва Бударжова | Анна-Карін Ольссон Марія Хосе Льорка | 1–6, 6–3, 6–2 |

## Фінали ITF
| турніри $75,000 |

### Одиночний розряд (0–2)
| Результат | Ранг | Дата           | Турнір          | Покриття | Суперниця        | Рахунок     |
| --------- | ---- | -------------- | --------------- | -------- | ---------------- | ----------- |
| Поразка   | 1.   | 7 лютого 1987  | Рунгстед, Данія | Килим    | Лена Сандін      | 2–6, 0–6    |
| Поразка   | 2.   | 17 серпня 1992 | Сполето, Італія | Ґрунт    | Мая Живець-Шкуль | 0–6, 6–7(6) |

## Часова шкала турнірів Великого шлему в одиночному розряді
| W | Ф | ПФ | ЧФ | #Р | КТ | К# | DNQ | A | NH |

| Турнір                                 | 1987  | 1988  | 1989  | 1990  | 1991  | 1992  | 1993  | 1994  | Career SR |
| -------------------------------------- | ----- | ----- | ----- | ----- | ----- | ----- | ----- | ----- | --------- |
| Відкритий чемпіонат Австралії з тенісу |       | 2р    | 2р    | 3р    | 1р    |       | 2р    | 1р    | 0 / 6     |
| Відкритий чемпіонат Франції з тенісу   | 3р    | 1р    | 2р    | 1р    | A     | 3р    | 2р    |       | 0 / 6     |
| Вімблдонський турнір                   |       | 1р    |       | 1р    |       |       | 2р    |       | 0 / 3     |
| Відкритий чемпіонат США з тенісу       |       | 3р    | 2р    | 3р    |       |       | 1р    |       | 0 / 4     |
| SR                                     | 0 / 1 | 0 / 4 | 0 / 3 | 0 / 4 | 0 / 1 | 0 / 1 | 0 / 4 | 0 / 1 | 0 / 19    |